# From Dusk Till Dawn
From Dusk Till Dawn (Del crepúsculo al amanecer en Hispanoamérica y Abierto hasta el amanecer en España) es una película estadounidense de acción, comedia negra y terror de 1996 dirigida por Robert Rodriguez y escrita por Quentin Tarantino. Está protagonizada por George Clooney, Quentin Tarantino, Harvey Keitel, Juliette Lewis, Ernest Liu, Salma Hayek, Danny Trejo y Tom Savini. También participa Cheech Marín interpretando varios personajes, destacando como Chet Pussy.

## Argumento
La historia empieza con los hermanos Seth (George Clooney) y Richard Gecko (Quentin Tarantino) que huyen de la justicia estadounidense tras haber cometido un robo y matado a varios Rangers de Texas, policías y a algunos civiles. Su objetivo es traspasar la frontera y llegar así a México. Para superar los muchos controles policiales de la frontera toman como rehenes a los propietarios de una autocaravana, la familia Fuller, formada por Jacob (Harvey Keitel), un antiguo predicador que perdió la fe tras la muerte de su esposa en un accidente de coche, y sus dos hijos: Scott (Ernest Liu) y Kate (Juliette Lewis), una adolescente que es la tentación de Richard, capturados mientras estacionan el camión en un Motel en medio de la carretera camino a México.
Ellos logran pasar el control de la aduana en la frontera con México, cuando se ocultan en el baño de la autocaravama, con su hija Kate como rehén y bajo la amenaza de matarlos a todos si la policía de frontera los descubre, Seth golpea a su hermano Richard cuando tiene un ataque de pánico y pierde el conocimiento, sus lentes se rompen y luego despierta sin recordar nada de lo que ha pasado, se revela tiene problemas mentales.
En México tienen que encontrarse con un contacto, Carlos (Cheech Marín), en un bar llamado "Titty Twister" (La teta enroscada), un bar de carretera para motociclistas y camioneros que permanece abierto hasta el amanecer. Carlos se encontrará con los hermanos en el bar justo antes del amanecer. 
Sin embargo, al llegar al bar no los dejan entrar por ser gringos, golpean fuertemente al portero del lugar, y una vez dentro, son mal recibidos, les piden abandonar el bar por no ser camioneros, pero el padre Jacob muestra su permiso de conducir la autocaravana, de ser camionero en Estados Unidos, se sientan en una mesa a beber, pero entonces los hermanos Gecko son atacados por el portero del bar y dos hombres más a quienes asesinan brutalmente en la pelea de bar. 
La sangre en el lugar despierta la sed de los empleados del bar vampiros, siendo la principal Satánico Pandemónium (Salma Hayek), una exótica y exuberante bailarina que hace las delicias de todos los presentes, en especial de Richard Gecko cuando le hace beber el alcohol que cae fluyendo por su pierna y hasta el pie. 
Para sobrevivir deben luchar contra ellos hasta el amanecer, podrían morir asesinados y evitando también ser mordidos para no convertirse en vampiros. Tras intensas batallas solamente logran sobrevivir Seth y Kate. Al final, Carlos aparece en el bar cuando está amaneciendo y tira la puerta abajo, matando así a todos los vampiros restantes con la luz del sol. 
En la última escena Seth se va con el botín del robo a un lugar llamado "El Rey" para vivir oculto y nunca más regresar a Estados Unidos, donde la justicia lo busca por la muerte de policías y da un poco de dinero a Kate para que regrese a casa sola en Estados Unidos. Cuando la cámara se aleja se puede ver la parte de atrás del bar, situado al borde de un cráter sobre un templo antiguo (de apariencia azteca) rodeado de camiones abandonados y miles de esqueletos humanos.

## Elenco
- George Clooney como Seth Gecko.
- Quentin Tarantino como Richard "Richie" Gecko.
- Michael Parks como el Texas Ranger Earl McGraw.
- John Hawkes como Pete Bottoms (vendedor en la tienda de licores).
- Marc Lawrence como el propietario del motel Old Timer.
- Brenda Hillhouse como la cajera de banco Gloria Hill (rehén).
- Harvey Keitel como Jacob Fuller.
- Juliette Lewis como Katherine Fuller.
- Ernest Liu como Scott Fuller.
- Kelly Preston como la presentadora de televisión Kelly Houge.
- Cheech Marín como policía en la frontera (que revisa la motorhome de Keitel), Chet Pussy y Don Carlos.
- Salma Hayek como Santanico Pandemonium.
- Tom Savini como Sex Machine.
- Danny Trejo como Razor Charlie.
- Fred Williamson como Frost.
- John Saxon como Stanley Chase, agente del FBI.
- Tito & Tarantula (banda) como The Titty Twister House Band, formada por. 
  - Tito Larriva, guitarra acústica.
  - Peter Atanasoff, guitarra eléctrica y saxofonista vampiro.[1]
  - Johnny Vatos Hernández, baterista.
  - Nick Vincent, batería  (grabó la banda sonora pero no aparece en la película).
  - Tony Mársico, bajo eléctrico (grabó la banda sonora pero no aparece en la película).

## Recepción en taquilla y repercusión
A pesar de haber tenido una fría recepción en taquilla, rápidamente se convirtió en un clásico, con una inmensidad de fanáticos de culto. Su éxito se expandió creando un universo que incluye dos secuelas, un cómic, canciones originales de ZZ Top y una serie de televisión.

## Curiosidades
- Tarantino, productor de "Tú asesina, que Nosotras limpiamos la Sangre", consiguió que en una secuencia en la que vemos en un televisor un reality show, en éste se hable de los hermanos Geko, los protagonistas de "From Dusk till Dawn"
- Está influenciada entre otras películas por "Asalto a la comisaria del distrito 13" (Assault on Precint 13; John Carpenter, 1976), no en vano el personaje de Ernest Liu, el hijo del padre Jacob, lleva una camisa con: "PRECINT 13", el título americano de la película de John Carpenter.
- Uno de los principales cambios del guion fue convertir el personaje de Richard Gecko en un pervertido sexual. Fue idea de Rodriguez convertir la "Teta Enroscada" en un antiguo templo azteca. Y cuando Juliette Lewis fue contratada, después del interés demostrado por la actriz en trabajar con Tarantino, el director de Jackie Brown reescribió su papel y le dio una mayor dimensión para aprovechar el talento de la actriz.
- El rodaje tuvo lugar entre el 13 de junio de 1995 hasta el 20 de agosto del mismo año, en diferentes localizaciones de Texas, California, Washington y Chihuahua (México). La "Teta Enroscada", el bar regentado por los vampiros, fue construido en el desierto de California.
- El diseño de los vampiros fue principalmente de la KNB, pero Rodriguez aportó ideas propias como la vampiresa que tiene una boca en su estómago (denominada la "mouth-bitch" y que puede verse en una escena eliminada de la película) o el diseño de Tarantino convertido en vampiro.
- Para evitar problemas con la censura, Tarantino decidió que la sangre de los vampiros fuera de color verde y lo hizo principalmente porque "quería que los vampiros pudieran sangrar libremente a través de ríos de sangre"
- En la película hay referencias a otras películas de Tarantino, ahí están las hamburguesas Big Kahuna (Pulp Fiction) o los cigarrillos Red Apple (Amor a quemarropa, Pulp Fiction). Del mismo modo también hay referencias a otra película de Rodriguez, tanto Sex Machine como la Cerveza Chango aparecían en Desperado.
- Tito & Tarantula, la banda que toca en la "Teta enroscada", está compuesta entre otros, por Robert Rodriguez y el batería del grupo Oingo Boingo, Johnny 'Vatos' Hernandez.
- Además de las intervenciones anteriormente comentadas, en la película hay también cameos del productor ejecutivo de la película, Lawrence Bender (aparece en la cafetería en la que conocemos a la familia Fuller), Howard Berger de la KNB (es el vampiro que muerde a Sex Machine) y Greg Nicotero también de la KNB (es el motero al que Sex Machine roba su cerveza).
- El apellido Fuller, de la familia protagonista, viene del director y guionista Samuel Fuller (Uno Rojo: División de choque), por el que Tarantino siente una gran admiración.
- Inicialmente, el personaje de Satánico Pandemonium se llamaba Muerte Rubia, pero después de ver a Salma Hayek en Desperado, Tarantino escribió el papel para que fuera de origen mexicano. El nombre lo sacó de una película de terror mexicana de título homónimo, que descubrió en sus tiempos de dependiente de videoclub.
- El monólogo sobre vaginas que Cheech Marin hace a las puertas de la "Teta Enroscada" es similar al que hacía en la película Born in East L.A. (1987), dirigida por el propio Marin.
- Tom Savini optó inicialmente para el papel de Frost, pero finalmente se convirtió en Sex Machine.
- Ésta es la primera aparición de Michael Parks como Earl McGraw, quien volvería interpretar el mismo papel en Kill Bill: Volumen 1 (2003), Death proof (2007) y Planet terror (2007).
- La famosa frase "No, gracias, ya he estado casado", fue improvisada por George Clooney. Rodriguez no tenía intención de mantenerla en el montaje final, pero no le quedó más remedio que hacerlo después de que el estudio la incluyese en el tráiler de la película.
- Algunos de los sonidos que Sex Machine hace cuando se convierte en una rata gigante fueron hechos por Rocket Rodriguez, hijo del director, que estaba aprendiendo a hablar.
- Danny Trejo es el único actor en aparecer en las tres partes de la saga.
- El papel de Pete Bottoms le fue ofrecido a TIm Roth y Steve Buscemi antes de que John Hawkes lo aceptase. Ambos actores tenían compromisos con otras películas.

## Escenas eliminadas
Se eliminaron del montaje final varias escenas, dichos cortes fueron incluidos en la versión DVD de la película. Algunos debidos a su violencia, fueron eliminados para conseguir la calificación R por parte de la MPAA.
- Existe una versión alternativa de la escena inicial en la "Benny's world of liquor" en la que Earl McGraw paga su botella y se va, saliendo vivo del lugar.
- Seth llamando a Carlos desde una cabina y acuerda con él reunirse en la "Teta Enroscada".
- Durante la masacre inicial en la "Teta enroscada" se cortaron varias escenas
- Un vampiro salta desde las alturas y cae sobre un hombre al que muerde en el cuello.
- Un hombre le pega un puñetazo a una vampira y ésta le muerde en el cuello.
- Se muestra como Satanico Pandemonium ataca a un hombre (que no es otro que Greg Nicotero de la KNB) saliéndole de la boca una segunda boca que lo muerde en la cabeza.
- Un hombre japonés empala a una vampira.
- En medio de la lucha, Seth observa como una vampira camina hacia él, pero ésta se para y ataca a otro hombre, al cual empuja y después estalla un grano de su cara, vertiendo su contenido sobre él. Seth observa todo asombrado.
- Un motorista descubre que la mujer que tiene sentada sobre sus piernas es también una vampira, la cual se transforma delante de él, tras lamerle la cara, ella le agarra la cabeza y se la acerca a su estómago, donde sorprendentemente se abre una boca con la que muerde.
- Sex Machine mata a dos vampiros y antes de que el segundo muera le saca una foto con una pequeña cámara. Después se enfrenta a un tercer vampiro. Lo de la cámara de fotos es una broma interna de la película, ya que Tom Savini es conocido por su afición a sacar fotos de todo.
- Durante el discurso de Frost sobre Vietnam, Sex Machine ve que sobre una mesa de billar hay una botella de cerveza, la cual rompe con su látigo.
- En la escena final en la que Seth y Kate luchan contra los vampiros antes de salir de la "Teta Enroscada", Seth mata a un vampiro usando globos llenos de agua bendita, después arranca la estaca de su empaladora motorizada que ha dejado de funcionar y mata a otro vampiro. Un vampiro se acerca a Kate, cuya ballesta se ha quedado atascada, pero al final consigue que funcione en el último momento y dispara una flecha a la cabeza del vampiro.
- También se hicieron pequeños cortes que mostraban algunas muertes protagonizadas por Frost, Seth y Jacob, se cortaron también varias puñaladas que Sex Machine le propinaba al vampiro que le muerde en el brazo, algún plano adicional de la banda tocando o de algunas reacciones de los vampiros.